# Luton Major
Luton L.A.5 Major byl britský dvoumístný kabinový hornoplošný jednoplošník z konce 30. let. Po druhé světové válce byla podle původních plánů výroba obnovena. Obnovený letoun byl přejmenován na Luton L.A.5A Major.

## Vznik a vývoj
V letech 1935–1939 navrhli konstruktéři společnosti Luton Aircraft Ltd. z Velké Británie nejméně 5 typů letadel. Vytvoření „Civilní letecké stráže“ (Civil Air Guard) evokovalo v Anglii velmi velkou aktivitu leteckých výrobců, aby se specializovali na výrobu lehkých letadel. Důležitost této nové prodejní příležitosti přiměla britské výrobce (např. letoun Chrislea Airguard) ke studiu mnoha prototypů, některých ortodoxních, jiných více či méně odvážných modelů. I společnost Luton Aircraft se k této příležitosti připojila s letounem Luton Major. Luton Major byl navržen v roce 1937 tak, aby splňoval požadavky jak Civilní letecké stráže, tak soukromých majitelů, aeroklubů a civilních pilotů. Luton Major byl jediným britským letadlem navrženým před druhou světovou válkou se dvěma místy k sezení vedle sebe pro amatérskou stavbu v domácích podmínkách.

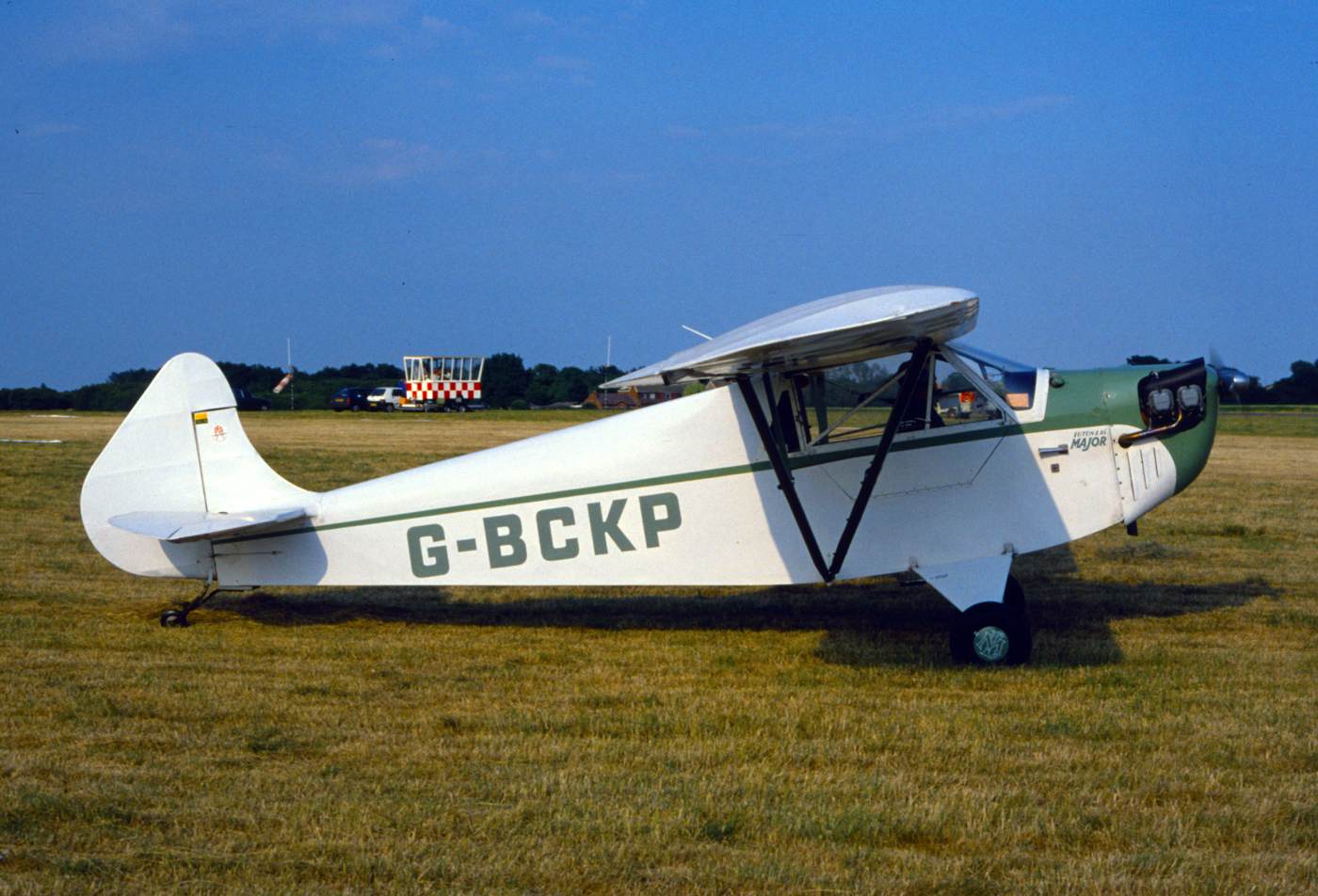
Luton L.A.5A Major (G-BCKP)

Letoun navrhl Cecil Hugh Latimer-Needham a byl postaven v roce 1938 společností Luton Aircraft Limited v dílnách Phoenix Works, v městečku Gerrards Cross v hrabství Buckinghamshire. Prototyp pojmenovaný jako L.A.5 Major poprvé vzlétl 12. března 1939 na letišti v Denhamu (Denham Aerodrome, první letiště v hrabství Buckinghamshire s licencí, necelých 10 km od Gerrads Cross východním směrem). Na letišti v Denhamu byla mj. školící základna Civilní letecké stráže. Již předtím byl 3. ledna 1939 vložen do britského leteckého rejstříku s imatrikulací G-AFMU. Zalétal jej pilot, velitel eskadry (Squadron-Leader) El Mole, který letoun ohodnotil tak, že stroj létá pozoruhodně dobře a je za letu velmi stabilní. I při malých rychlostech 65–72 km/h letěl stroj stabilně a "jednoduše seděl přímo na obloze".
Zřejmě byl v roce 1938 vyroben (alespoň se u něj uvádí rok výroby 1938) i druhý letoun, který byl prodán do Švýcarska, kde létal s imatrikulací HB-YAH. V létě 1939 byla stanovena cena na ex-works 525 liber šterlinků (94 500 FRF) a továrna měla objednávku na 5 strojů. Trupy byly postaveny a začala montáž křídel.
Když byla 3. září 1939 vyhlášena válka Německu, továrna Luton Aircraft ukončila výrobu letadel a přešla na výrobu válečných zásob. Během roku 1943 dílny, kde byl letoun G-AFMU uskladněn, vyhořely. Při obrábění odlitků z hořčíku začalo hořet a vzniklý požár si vyžádal i několik obětí na životech. Při požáru byl zničen i vyrobený prototyp Luton Major. Z letadla nic nezůstalo. Z vyhořelé kanceláře však byly alespoň zachráněny ne zcela spálené, technické výkresy. Latimer-Needham tyto křehké dokumenty uchoval. Letecký výrobce Luton Aircraft krátce poté zbankrotoval.
Po druhé světové válce C. H. Latimer-Needham a Arthur W. J. G. Ord-Hume založili v roce 1958 novou společnost Phoenix Aircraft, zakoupili a převzali práva na letoun Luton Major. Latimer-Needham překreslil zachráněné výkresy a upravil design tak, aby byl ještě vhodnější jako stavebnice pro domácí, letecké kutily. Společnost Phoenix Aircraft Ltd. zanikla 12. ledna 1972. Letoun označený jako L.A.5A Major byl potom nabízen i společností Falconar Avia z Edmontonu v kanadské provincii Alberta pod jménem Cubmajor. Jednalo se o prodej plánů na stavbu "doma". Ve verzi s otevřeným kokpitem se prodávaly plány jako Falconar Majorette (Mažoretka).

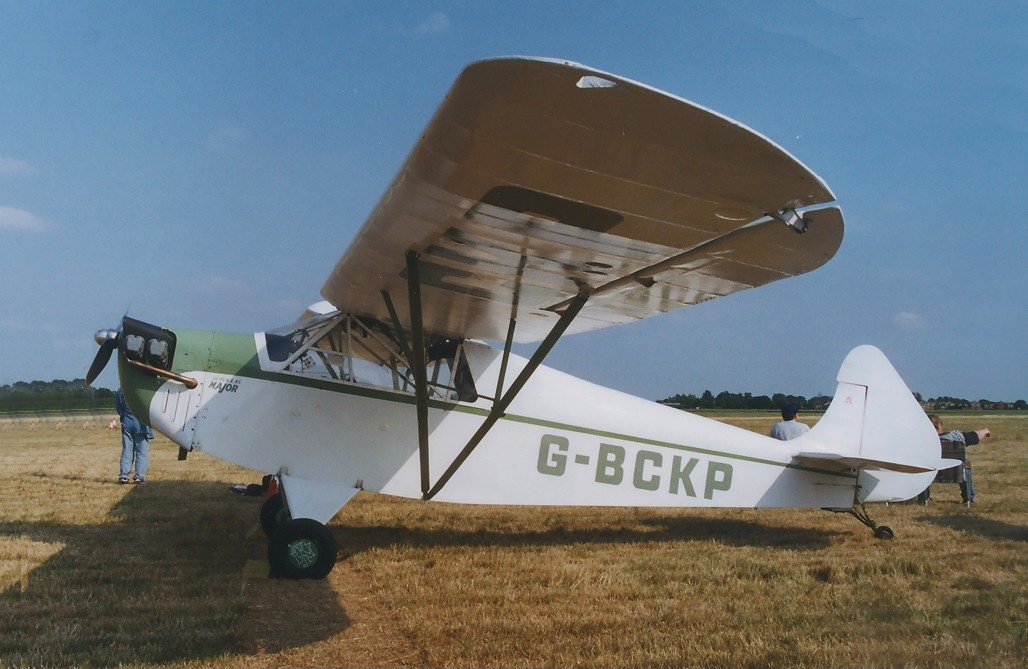
Luton L.A.5A Major (1995)

## Popis letounu
Původní L.A.5 Major byl dvoumístný lehký letoun poháněný invertním vzduchem chlazeným čtyřválcovým řadovým motorem Walter Mikron 4-II o vzletovém výkonu 45,6 kW/62 k. Konstrukce Majora vycházela z dřívějšího jednomístného Luton Minoru. Letoun měl celodřevěnou konstrukci, trup byl tvořen pěti ocelovými trubkovými příčnými nosníky (tři dole, dva nahoře) s trubkovým vyztužením a byl potažen překližkou. Křídlo bylo podepřeno šikmými vzpěrami od trupu. Podvozek byl podobný jako u letounu Piper Cub. Byl odpružen pomocí gumových bloků umístěných v úhledných kapotážích na napínacích vzpěrách. Dveře kabiny se skládaly ze dvou polovin, z nichž jedna se sklopila dolů a druhá nahoru. Zajistila se západkou na spodní straně křídla. Tento dvoumístný, turistický a cvičný stroj s tandemovým uspořádáním kabiny měl instalováno zdvojené řízení.
Velkou výhodou Majora byla jeho sklápěcí křídla. Skládání bylo prováděno pouhým uvolněním dvou kolíků z kování předního nosníku. Křídla se pak sklopila směrem vzad, až se jejich zadní hrany setkaly podél středové linie trupu. Aby se mohla relativně velká křídla sklopit, křídlo se otáčelo v kloubu u odtokové hrany křídla. Kapacita palivové nádrže byla 50 l (11 galonů).
Poválečné verze L.A.5A používaly různé typy plochých motorů (boxer) o výkonu až 85 kW/115 k. Nejčastěji to byly Lycoming v rozmezí výkonů 55–65 koní nebo Continental s rozmezím výkonu 65–85 koní.

## Použití
První vyrobený letoun Luton L.A.5 létal před druhou světovou válkou u výrobce Luton Aircraft Ltd./Gerrards Cross. Byl zničen požárem v roce 1943. Poválečné letouny Luton L.A.5A, kterých bylo vyrobenou 19, byly ve vlastnictví soukromých pilotů, kteří je podle koupených plánů povětšinou sami postavili. Ve Velké Británii to byly letouny Luton L.A.5A Major (G-AOVX a 13 dalších), ve Švýcarsku HB-YAH, v Irsku EI-CGF, v Austrálii VH-EVI a v Kanadě CF-GWG, C-FOOV a C-FJJI.
Letoun Luton L.A 5A Major s imatrikulací G-AVXG havaroval 20. února 1976 při vzletu ze soukromého letiště Trafford Farm, Beneden, Cranbrook v hrabství Kent. S letounem G-AVXG se pokoušel neúspěšně vzlétnout (zavadil křídlem o stromy) pilot, který si toto letadlo sám postavil. Při nehodě zahynuli oba členové posádky. Letoun byl při nehodě zničen, imatrikulace G-AVXG byla zrušena 15. července 1976.

## Muzejní exponáty a dochované exempláře
- v britském muzeu North East Land Sea & Air Museums v Sunderlandu je vystaven letoun Luton L.A.5A Major z roku 1959, který létal s imatrikulací G-ARAD (BAPC097). Letoun byl muzeu darován Peterem Jobesem, právním zástupcem muzea.[6]
- v britském muzeu Norfolk & Suffolk Aviation Museum v Flixtonu (Bungay) v hrabství Suffolk je vystaven Luton L.A.5A  Major z roku 1959, který létal s imatrikulací G-APUG[14]
- v australském leteckém muzeu Bankstown Aviation Museum of Australia (Cobbitty, Campbelltown) je vystaven letoun Luton L.A.5A Major, který létal s imatrikulací VH-EVI [15]
- Několik strojů z poválečné produkce (1958–1992) je stále v provozu. Irský letoun EI-CGF byl v roce 2017 na prodej za 17 000 euro.[16]

## Varianty
- L.A.5 Major – prototyp s motorem Walter Mikron vyrobený v roce 1938
- L.A.5A Major – aktualizovaná poválečné verze vyráběná od roku 1958
- Falconar Cubmajor – verze uváděná na trh v podobě stavebnice (sady plánů) společností Falconar Avia
- Falconar Majorette – verze s otevřeným kokpitem uváděná na trh v podobě stavebnice (sady plánů) společností Falconar Avia

## Uživatelé
- Spojené království
  - Luton Aircraft Ltd/Gerrards Cross
- Kanada
- Švýcarsko
- Irsko
- Austrálie

## Specifikace

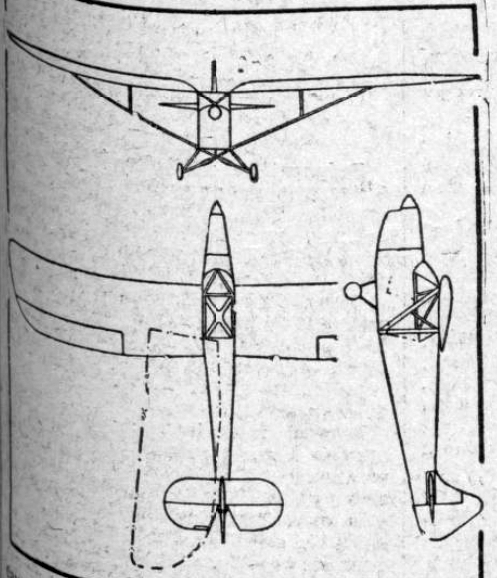
Luton Major, skica (Les Ailes, Novembre 1938)

Data pro Luton L.A.5 Major dle

### Technické údaje
- Posádka: 1
- Kapciata: 1
- Rozpětí: 10,72 m
- Délka: 7,24 m
- Nosná plocha: 15,10 m2
- Hmotnost prázdného letounu: 272 kg
- Vzletová hmotnost: 467 kg
- Pohonná jednotka: 1× řadový vzduchem chlazený invertní čtyřválcový motor Walter Mikron 4-II
- Výkon pohonné jednotky:
  - maximální, vzletový: 45,6 kW/ 62 k při 2800 ot/min
  - nominální, jmenovitý: 44,1 kW/60 k při 2600 ot/min
- Vrtule: dvoulistá dřevěná s pevnými listy

### Výkony
- Maximální rychlost: 169 km/h
- Cestovní rychlost: 153 km/h
- Přistávací rychlost: 56 km/h
- Dolet: 483 km
- Stoupavost: 3,6 m/s (216 m/min)